# Idioadaptacja
Idioadaptacja – przystosowanie pewnych organów do życia w ściśle określonym środowisku opanowanym wcześniej podczas aromorfozy. Związana jest ze specjalizacją cech, a nie podnoszeniem specjalizacji całego organizmu.
Np. obecne płazy (żaby i traszki) nie różnią się w budowie od swoich przodków, jednakże idealnie przystosowały się do życia w środowisku wodnym.
Idioadaptacja tłumaczy, że w obecnym świecie organicznym występują formy o wysokim poziomie specjalizacji oraz formy bardziej prymitywne.